# Bertil de Suède
Titre
Héritier présomptif du trône de Suède
15 septembre 1973 – 13 mai 1979
(5 ans, 7 mois et 28 jours)
Le prince  Bertil de Suède (en suédois : Bertil av Sverige), né le 28 février 1912 à Stockholm (Suède) et mort dans la même ville, le 5 janvier 1997, est le quatrième enfant et troisième fils du roi Gustave VI Adolphe de Suède et de sa première femme, née princesse Margaret de Connaught. Il était apparenté à tout le Gotha.
C'est l'oncle du roi Charles XVI Gustave de Suède, de la reine Margrethe II de Danemark et de la reine Anne-Marie de Grèce.

## Biographie

### Naissance
Il fut gratifié d'un titre ducal très ancien, déjà porté au Moyen Âge par plusieurs membres des familles royales de Danemark et de Suède, comme Benedict, duc de Halland.
Après qu'en 1947 son frère aîné Gustave-Adolphe fut décédé, laissant un fils de moins d'un an, et comme d'autres héritiers avaient perdu leur rang dans la succession (parce que leurs mariages n'avaient pas été autorisés, étant inégaux), il semblait probable que Bertil était destiné à devenir un jour régent.

### Mariage
Étant deuxième dans l'ordre de succession au trône semble la raison pour laquelle le prince Bertil ne voulut pas se marier avec Lilian Davies (1915-2013), roturière galloise divorcée, car cette union l'aurait privé de ses droits dynastiques et de la possibilité de servir la Couronne en cas de régence. Le couple se contenta de vivre ensemble dans une entière discrétion.
Le prince Bertil était un homme de devoir qui représenta son pays pendant de nombreuses années et qui fit passer les intérêts de la famille royale et de sa patrie avant son bonheur personnel.
De fait, le roi Gustave VI Adolphe (1882-1973) ayant vécu au-delà de la majorité du prince héritier et futur Charles XVI Gustave (en 1964), éloigna la perspective d'une éventuelle régence du prince Bertil et permit une officialisation de sa relation avec Lilian Davies et l'éventualité d'un futur mariage morganatique.
Le 19 juin 1976, le nouveau roi Charles XVI Gustave, épousa la roturière Silvia Sommerlath et approuva du même fait, le 7 décembre 1976, le mariage de son oncle Bertil avec Lilian Davies (tous deux âgés de plus de soixante ans), rendant cette union totalement dynastique. Le mariage eut lieu en la chapelle royale du château de Drottningholm, en présence du roi et de la nouvelle reine consort.

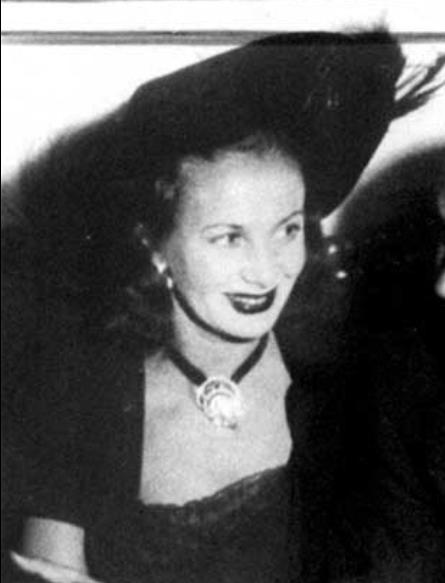
Lilian Davies en 1940.
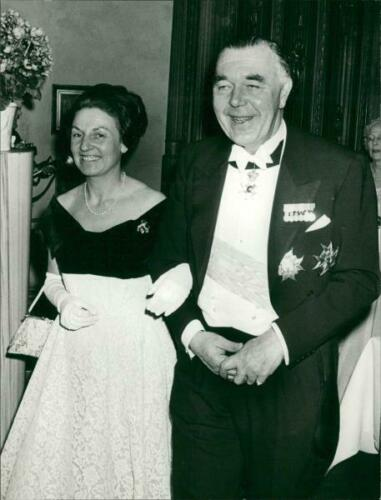
Le prince Bertil avec Lilian en 1965.

### Ordre de succession au trône de Suède
Toujours premier dans la ligne de succession (jusqu'à la naissance du prince héritier Carl Philip en 1979), Bertil continua à agir comme représentant du roi.

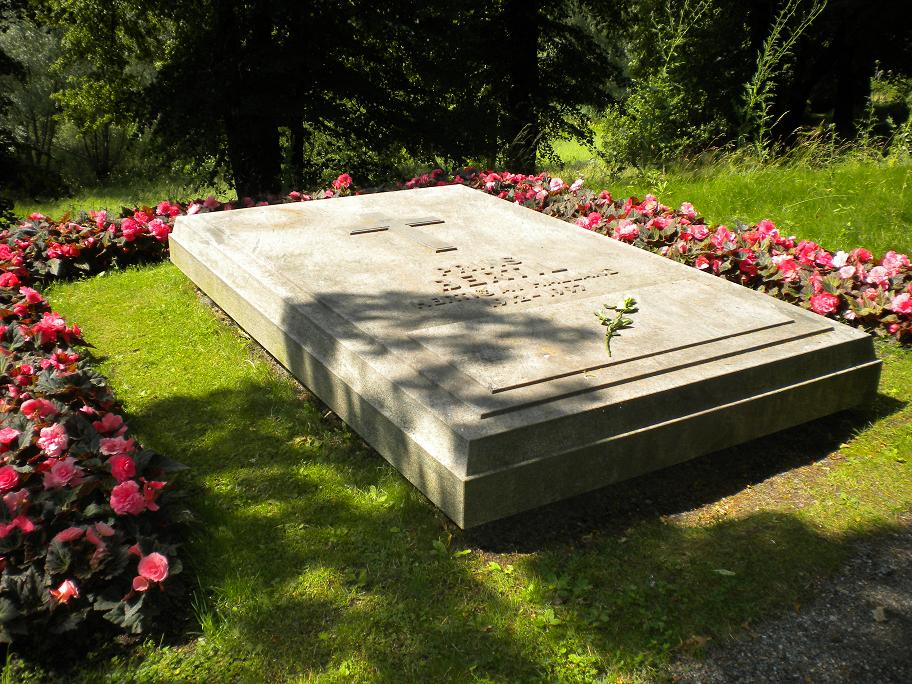
Tombe du prince Bertil au cimetière royal d'Haga.

Quand la loi de succession au trône fut modifiée en 1980, cette succession fut restreinte aux descendants de Charles XVI Gustave, en prévoyant cependant une mesure transitoire conservant un droit de succession pour le prince Bertil, droit appelé à s'éteindre avec lui, Bertil et Lilian n'ayant pas de descendance.
Le prince Bertil était très populaire dans son pays. C'était un amateur de voitures, un supporter éclairé, il pratiquait plusieurs sports, notamment le tennis et le jeu de boules qu'il découvrit et pratiqua à Sainte-Maxime, dans le Var, où il possédait une villa sur les rochers.
De 1973 à sa mort, il a été grand maître de la franc-maçonnerie suédoise.
À sa mort en 1997, il est enterré au cimetière royal d'Haga.

## Distinctions
- Commandeur grand-croix de l'ordre royal de l'Étoile polaire
- Commandeur grand-croix de l'ordre de Vasa
- Grand-croix de la Légion d'honneur
- Grand-croix de l'ordre de Charles III
- Grand-croix de l'ordre du Faucon
- Grand-croix de l'ordre de Saint-Olaf
- Médaille de Sa Majesté le Roi

## Titulature
- 28 février 1912 - 5 janvier 1997 : Son Altesse Royale le prince Bertil de Suède, duc de Halland.

Monogramme du prince Bertil de Suède.

## Armes
| Blason | Blasonnement : Écartelé : à la croix pattée d'or, qui est la Croix de Saint-Eric, cantonnée en 1 et 4, d'azur à trois couronnes d'or posées 2 et 1 (qui est de Suède moderne), en 2, d'azur, à trois barres ondées d'argent, au lion couronné d'or armé et lampassé de gueules, brochant sur le tout (qui est de Suède ancien), en 3, ... (Halland), sur-le-tout de Vasa (tiercé en bande d'azur, d'argent et de gueules à la gerbe d'or brochant) et de Pontecorvo (d'azur, au pont à trois arches d'argent, sur une rivière de même, ombrée d'azur, et supportant deux tours du second ; le tout surmonté d'un aigle contourné au vol abaissé, becquée et membrée d'or empiétant un foudre de même accompagné en chef de sept étoiles d'or aussi rangées en forme de la constellation de la Grande Ourse (de Bernadotte)). |